# Gianluca De Angelis
Gianluca De Angelis (Pedaso, 7 settembre 1967) è un allenatore di calcio ed ex calciatore italiano, di ruolo centrocampista.

## Carriera

### Giocatore
Fra i professionisti conta 187 presenze in Serie B, 155 presenze in Serie C1 e 127 presenze in Serie C2.

### Allenatore
La sua prima esperienza da allenatore, in Serie C1 con la Fermana (2005-2006), è andata male: poche settimane dopo l'inizio della stagione è stato esonerato e sostituito da Vincenzo Mora. Successivamente ha allenato in Promozione Marche il Montottone, subentrato a campionato in corso a Stefano Crocetti.
Raggiunge, nella stagione (2012-2013) la promozione in serie D con la Fermana, vincendo la finale della Coppa Italia Dilettanti contro l'Audace Cerignola.
Non continua la sua avventura in gialloblu e rimane senza squadra fino a febbraio 2014 quando sostituisce Mirco Omiccioli sulla panchina del Fano a 10 partite dal termine in penultima posizione e conquista la salvezza con un turno di anticipo. Ciononostante non viene confermato per la stagione 2014-2015.
A dicembre 2014 viene chiamato a guidare il Montegiorgio (Eccellenza Marche) al posto dell'esonerato Daniele Marinelli e prendendo la squadra in penultima posizione la porta ai playoff.
È stato inoltre il tecnico della formazione Primavera del Frosinone.
Nel 2016 si accorda con il Castelfidardo, mentre dal 2019 al 2022 è collaboratore tecnico della Fermana.
Nell'estate 2022 fa ritorno al Montegiorgio, in Serie D. A inizio novembre però, si dimette dall'incarico per motivi di salute.

## Statistiche

### Statistiche da allenatore
Statistiche aggiornate al 19 marzo 2023.
| Stagione             | Squadra              | Campionato           | Campionato | Campionato | Campionato | Campionato | Coppe nazionali | Coppe nazionali | Coppe nazionali | Coppe nazionali | Coppe nazionali | Coppe continentali | Coppe continentali | Coppe continentali | Coppe continentali | Coppe continentali | Altre coppe | Altre coppe | Altre coppe | Altre coppe | Altre coppe | Totale | Totale | Totale | Totale | % Vittorie | Piazzamento |
| Stagione             | Squadra              | Comp                 | G          | V          | N          | P          | Comp            | G               | V               | N               | P               | Comp               | G                  | V                  | N                  | P                  | Comp        | G           | V           | N           | P           | G      | V      | N      | P      | %          | Piazzamento |
| -------------------- | -------------------- | -------------------- | ---------- | ---------- | ---------- | ---------- | --------------- | --------------- | --------------- | --------------- | --------------- | ------------------ | ------------------ | ------------------ | ------------------ | ------------------ | ----------- | ----------- | ----------- | ----------- | ----------- | ------ | ------ | ------ | ------ | ---------- | ----------- |
| lug.-set. 2005       | Fermana              | C1                   | 3          | 0          | 0          | 3          | CI-C            | 4               | 0               | 3               | 1               | -                  | -                  | -                  | -                  | -                  | -           | -           | -           | -           | -           | 7      | 0      | 3      | 4      | &0,00      | Eson.       |
| 2012-2013            | Fermana              | Ecc.                 | 30         | 10         | 14         | 6          | CI-Ecc.+CI-Dil. | 7+7             | 4+6             | 2+1             | 1+0             | -                  | -                  | -                  | -                  | -                  | -           | -           | -           | -           | -           | 44     | 20     | 17     | 7      | 45,45      | 5º          |
| Totale Fermana       | Totale Fermana       | Totale Fermana       | 33         | 10         | 14         | 9          |                 | 18              | 10              | 6               | 2               |                    | -                  | -                  | -                  | -                  |             | -           | -           | -           | -           | 51     | 20     | 20     | 11     | 39,22      |             |
| mar.-giu. 2014       | Fano                 | D                    | 10         | 5          | 1          | 4          | CI-D            | -               | -               | -               | -               | -                  | -                  | -                  | -                  | -                  | -           | -           | -           | -           |             | 10     | 5      | 1      | 4      | 50,00      | Sub., 11º   |
| dic. 2014-2015       | Montegiorgio         | Ecc.                 | 15+1       | 8          | 5+1        | 2          | CI-Ecc.         | -               | -               | -               | -               | -                  | -                  | -                  | -                  | -                  | -           | -           | -           | -           | -           | 16     | 8      | 6      | 2      | 50,00      | Sub., 5º    |
| feb.-apr. 2016       | Castelfidardo        | D                    | 6          | 3          | 1          | 2          | CI-D            | -               | -               | -               | -               | -                  | -                  | -                  | -                  | -                  | -           | -           | -           | -           |             | 6      | 3      | 1      | 2      | 50,00      | Sub., Eson. |
| lug.-dic. 2016       | Castelfidardo        | D                    | 14         | 3          | 5          | 6          | CI-D            | 1               | 0               | 1               | 0               | -                  | -                  | -                  | -                  | -                  | -           | -           | -           | -           |             | 15     | 3      | 6      | 6      | 20,00      | Eson.       |
| Totale Castelfidardo | Totale Castelfidardo | Totale Castelfidardo | 20         | 6          | 6          | 8          |                 | 1               | 0               | 1               | 0               |                    | -                  | -                  | -                  | -                  |             | -           | -           | -           | -           | 21     | 6      | 7      | 8      | 28,57      |             |
| lug.-nov. 2022       | Montegiorgio         | D                    | 10         | 2          | 3          | 5          | CI-D            | 1               | 0               | 1               | 0               | -                  | -                  | -                  | -                  | -                  | -           | -           | -           | -           |             | 11     | 2      | 4      | 5      | 18,18      | Eson.       |
| Totale Montegiorgio  | Totale Montegiorgio  | Totale Montegiorgio  | 26         | 10         | 9          | 7          |                 | 1               | 0               | 1               | 0               |                    | -                  | -                  | -                  | -                  |             | -           | -           | -           | -           | 27     | 10     | 10     | 7      | 37,04      |             |
| Totale carriera      | Totale carriera      | Totale carriera      | 89         | 31         | 30         | 28         |                 | 20              | 10              | 8               | 2               |                    | -                  | -                  | -                  | -                  |             | -           | -           | -           | -           | 109    | 41     | 38     | 30     | 37,61      |             |

## Palmarès

### Giocatore
- Serie C1: 1

Alzano Virescit: 1998-1999 (girone A)
- Serie C2: 2

Teramo: 2001-2002 (girone B)
Frosinone: 2003-2004 (girone C)

### Allenatore

#### Competizioni nazionali
- Coppa Italia Dilettanti: 1

Fermana: 2012-2013

#### Competizioni regionali
- Coppa Italia Dilettanti Marche: 1

Fermana: 2012-2013